# هوکس (تگزاس)
هوکس، تگزاس (به انگلیسی: Hooks, Texas) یک شهر در ایالات متحده آمریکا با جمعیت ۲٬۹۷۳ نفر است که در تگزاس واقع شده‌است.

## موقعیت جغرافیایی
موقعیت جغرافیایی شهرها و مناطق اطراف به شرح زیر است: